# قشلاق سیدلردادلوحسینعلی
قشلاق سیدلردادلوحسینعلی یک روستا در ایران است که در استان اردبیل واقع شده‌است. قشلاق سیدلردادلوحسینعلی ۳۱ نفر جمعیت دارد.